# Croremopsis innocens
Croremopsis innocens är en fjärilsart som beskrevs av Erich Martin Hering 1926. Croremopsis innocens ingår i släktet Croremopsis och familjen tofsspinnare. Inga underarter finns listade i Catalogue of Life.